# Giuba II
Giuba (in berbero: Yuba; in latino Iuba; in greco antico: Ἰóβας, Ἰóβα o Ἰούβας?; Numidia, 52 a.C. – Mauretania, 23), noto nella storiografia moderna come Giuba II, è stato un sovrano e scrittore berbero romanizzato, re di Numidia e di Mauretania.

## Biografia
Era figlio di Giuba I, re di Numidia (85-46 a.C.), sconfitto da Cesare nel corso della guerra contro Pompeo e i suoi alleati. Alla morte di Giuba I la Numidia divenne provincia romana e Giuba II, ancora bambino, venne portato a Roma dove ricevette la stessa educazione dei figli dell'aristocrazia romana. Qui conobbe e sposò, nel 19 a.C. Cleopatra Selene, figlia di Cleopatra e Marco Antonio.
Nel 30 a.C. Augusto restaurò il regno di Numidia (per la verità solo la parte più occidentale di essa), ma dopo una rivolta nel 25 a.C la Numidia fu annessa di nuovo all'impero Romano. In seguito Giuba II diventerà re della Mauretania, rimasta senza re dopo la morte senza eredi di Bocco II. Lui  e la sua consorte divennero i sovrani di questo regno sotto tutela romana,  cambiando il nome della capitale Iol in Caesarea, oggi Cherchell (Nord dell'Algeria).
Suo figlio e successore fu Tolomeo di Mauretania, avuto da Cleopatra Selene, che associò al trono nel 19, circa quattro anni prima della sua morte, che dovrebbe cadere tra il 23 e il 24 d.C. Da Cleopatra ebbe anche una figlia il cui nome è ignoto.
Suo figlio continuò poi la sua politicaː tuttavia, Tolomeo di Mauretania venne assassinato nel 40 a Lione per ordine di Caligola, e l'impero romano riprese il controllo diretto della Mauretania.

## Opere
Assai conosciuto nell'antichità, fu un uomo dotto, un artista e un letterato, autore di numerosi trattati sulla letteratura, la pittura, il teatro, la storia e la medicina. Tutti gli autori che lo citano, in effetti, concordano sulla sua erudizioneː ad esempio, a lui si deve la scoperta, durante una spedizione sulle montagne dell'Atlante della pianta dell'Euforbia, cui diede il nome del suo compagno di spedizione e medico personale, Euforbio. Il suo trattato sulle applicazioni medicinali di  questa pianta ispirò in seguito diversi medici greci.
Dotato di grande curiosità, inviò una spedizione di studiosi nelle isole Canarie ed altre a verificare sul campo la tesi, sostenuta da alcuni geografi, che il Nilo avesse le sue sorgenti nel sud del Marocco. 
Delle sue numerose opere sopravvivono solo 91 frammenti da citazioni di autori posteriori. 
Tra le sue opere più importanti vi furono una Storia di Roma in almeno due libri, un'altra opera sulla Storia degli Assiri, Arabica, dedicati al giovane Gaio Cesare, nipote di Augusto, Sulla pittura e i pittori, in almeno 8 libri, una Storia teatrale in almeno 17 libri, delle Comparazioni in almeno 15 libri, Libyca, I viaggi di Annone (per questi ultimi due lavori, dedicati in massima parte alla storia e alla geografia della madrepatria, dovette avvalersi di documenti assai antichi, i Libri Punici ereditati dal nonno Iempsale).
Un trattato Sulla corruzione del linguaggio, che testimonia suoi interessi grammaticali, è citato da Esichio, Erodiano, Servio e Prisciano.
Le sue opere servirono da fonte per autori come Tito Livio, Alessandro Poliistore, Plinio, che racconta come «era ancor più conosciuto per il suo sapere che per il suo regno». Per la sua cultura, gli fu eretta una statua presso la biblioteca del ginnasio di Tolomeo II ad Atene (come ricordato da Pausania).